# Collegio uninominale Campania 1 - 05 (2020)
Il collegio elettorale uninominale Campania 1 - 05 è un collegio elettorale uninominale della Repubblica Italiana per l'elezione della Camera dei deputati.

## Territorio
Come previsto dalla legge n. 51 del 27 maggio 2019, il collegio è stato definito tramite decreto legislativo all'interno della circoscrizione Campania 1.
È formato dal territorio di 13 comuni della città metropolitana di Napoli: Acerra, Casalnuovo di Napoli, Castello di Cisterna, Cercola, Ercolano, Massa di Somma, Pollena Trocchia, Pomigliano d'Arco, Portici, San Giorgio a Cremano, San Sebastiano al Vesuvio, Sant'Anastasia e Volla.
Il collegio è parte del collegio plurinominale Campania 1 - 02.

## Eletti
| Elezione | Elezione | Deputato         | Partito            |
| -------- | -------- | ---------------- | ------------------ |
|          | 2022     | Carmela Auriemma | Movimento 5 Stelle |

## Dati elettorali

### XIX legislatura
Come previsto dalla legge elettorale, 147 deputati sono eletti con sistema a maggioranza relativa in altrettanti collegi uninominali a turno unico.
| Candidati                                 | Candidati                  | Voti    | %     | Liste                          | Voti    | %     |
| ----------------------------------------- | -------------------------- | ------- | ----- | ------------------------------ | ------- | ----- |
|                                           | Carmela Auriemma ✔️ Eletto | 72 694  | 43,70 | Movimento 5 Stelle             | 72 694  | 43,70 |
|                                           | Paolo Siani                | 39 283  | 23,62 | Partito Democratico-IDP        | 26 973  | 16,22 |
| Alleanza Verdi e Sinistra                 | Paolo Siani                | 39 283  | 23,62 | 4 878                          | 2,93    |       |
| Impegno Civico - Centro Democratico       | Paolo Siani                | 39 283  | 23,62 | 4 525                          | 2,72    |       |
| +Europa                                   | Paolo Siani                | 39 283  | 23,62 | 2 907                          | 1,75    |       |
|                                           | Maria Concetta Donnarumma  | 39 175  | 23,55 | Fratelli d'Italia              | 19 719  | 11,85 |
| Forza Italia                              | Maria Concetta Donnarumma  | 39 175  | 23,55 | 14 081                         | 8,47    |       |
| Lega per Salvini Premier                  | Maria Concetta Donnarumma  | 39 175  | 23,55 | 4 339                          | 2,61    |       |
| Noi moderati/Lupi - Toti - Brugnaro - UDC | Maria Concetta Donnarumma  | 39 175  | 23,55 | 1 036                          | 0,62    |       |
|                                           | Vincenzo Romano            | 8 606   | 5,17  | Azione - Italia Viva - Calenda | 8 606   | 5,17  |
|                                           | Carmela Cantone            | 3 515   | 2,11  | Unione Popolare                | 3 515   | 2,11  |
|                                           | Giuseppina Abate           | 1 663   | 1,00  | Italexit                       | 1 663   | 1,00  |
|                                           | Lucia Barone               | 1 076   | 0,65  | Italia Sovrana e Popolare      | 1 076   | 0,65  |
|                                           | Rosa Erminia Fienga        | 331     | 0,20  | Noi di Centro – Europeisti     | 331     | 0,20  |
| Totale                                    | Totale                     | 166 343 | 100   |                                | 166 343 | 100   |
|                                           |                            |         |       |                                |         |       |
| Schede bianche                            | Schede bianche             | 1 608   | 0,94  |                                |         |       |
| Schede nulle                              | Schede nulle               | 3 836   | 2,23  |                                |         |       |
| Votanti                                   | Votanti                    | 171 787 | 53,53 |                                |         |       |
| Elettori                                  | Elettori                   | 320 905 |       |                                |         |       |